# Saint-Martial (Gard)
Saint-Martial is een gemeente in het Franse departement Gard (regio Occitanie) en telt 156 inwoners (1999). De plaats maakt deel uit van het arrondissement Le Vigan.

## Geografie
De oppervlakte van Saint-Martial bedraagt 17,1 km², de bevolkingsdichtheid is 9,1 inwoners per km².

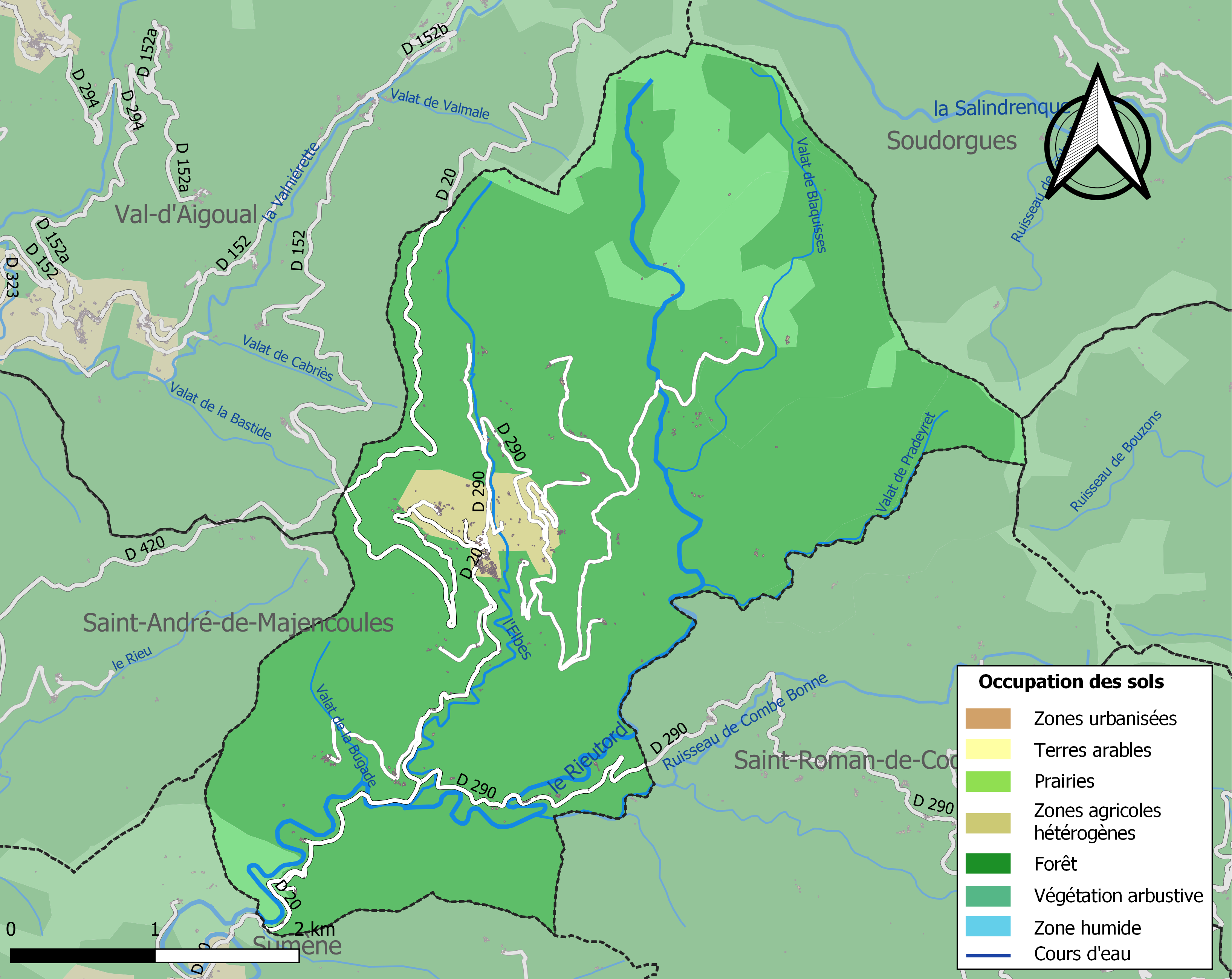
Kaart van de gemeente met de belangrijkste infrastructuur, bodemgebruik en omliggende gemeenten

## Demografie
Onderstaande figuur toont het verloop van het inwonertal (bron: INSEE-tellingen).